# Globimetula braunii
Globimetula braunii är en tvåhjärtbladig växtart som först beskrevs av Adolf Engler, och fick sitt nu gällande namn av Danser. Globimetula braunii ingår i släktet Globimetula och familjen Loranthaceae. Inga underarter finns listade i Catalogue of Life.